# دون روبرتسون
دون روبرتسون (بالإنجليزية: Don Robertson)‏ هو عازف بيانو وكاتب أغاني ومغن مؤلف أمريكي، ولد في 5 ديسمبر 1922 في بكين في الصين، وتوفي في 16 مارس 2015.

## وصلات خارجية
- دون روبرتسون على موقع IMDb (الإنجليزية)
- دون روبرتسون على موقع ميوزك برينز (الإنجليزية)
- دون روبرتسون على موقع قاعدة بيانات برودواي على الإنترنت (الإنجليزية)
- دون روبرتسون على موقع ديسكوغز (الإنجليزية)